# Claudio Jabalera
Claudio Jabalera – dominikański zapaśnik walczący w obu stylach. Zajął trzecie i szóste miejsce na mistrzostwach Ameryki Południowej z 2012 roku.